# Bernt Krebs
Bernt Wolfgang Krebs (*  26. November 1938 in Gotha) ist ein deutscher Chemiker, der sich mit Anorganischer Chemie – insbesondere Strukturchemie, Bioanorganische Chemie, Komplexchemie und Festkörperchemie – befasst.

## Leben
Krebs, Sohn eines Taubstummenlehrers, studierte ab 1958 Chemie an der Universität Göttingen, an der er 1965 bei Gerhard Gattow mit der Arbeit Kristallstruktur und chemische Reaktionen der Trithiokohlensäure promoviert wurde. Als Post-Doktorand war er 1965/66 am Brookhaven National Laboratory bei Walter Hamilton und Don Koenig. Nach der Habilitation 1969 war er Dozent in Göttingen, ab 1971 außerordentlicher Professor für Anorganische Chemie an der Universität Kiel, 1973 ordentlicher Professor an der neu gegründeten Universität Bielefeld, an der er die Chemie mit aufbaute, und ab 1977 an der Universität Münster. 2004 wurde er emeritiert.
Er war Gastprofessor in Stony Brook, Straßburg, Kopenhagen/Lyngby, La Plata und Nagoya.
Krebs befasst sich mit anorganischer Strukturchemie und Synthese neuartiger anorganischer Verbindungen, wobei er sich Röntgen- und Neutronenbeugung und Röntgenabsorptionsspektroskopie bedient. Unter anderem forschte er über Chalkogenide der Hauptgruppenelemente (besonders Schwefel-, Tellur-, Selenverbindungen und Schwefel-Übergangsmetallkomplexe), Festkörperchemie der Bor-Chalcogenide, feste Ionenleiter, Katalytisch aktive Übergangsmetallkomplexe und Polyoxometallate. In der Bioanorganischen Chemie untersuchte er Struktur und Funktion von Übergangsmetallkomplexen in biologischen Systemen (insbesondere Zink-, Eisen- und Kupferenzyme) und deren biomimetische Synthese. Darunter waren auch Synthesen von neuartigen Platin-Komplexen als Medikamente für die Chemotherapie von Krebs. Er veröffentlichte über 750 wissenschaftliche Arbeiten und hält 13 Patente.
Krebs ist Mitglied der Leopoldina (1999), der Mainzer Akademie der Wissenschaften, der Nationalen Argentinischen Akademie der Wissenschaften und Literatur, der New York Academy of Sciences und der Academia Europaea (2000). Er war im wissenschaftlichen Beirat des Zentrums für Interdisziplinäre Forschung in Bielefeld (1979 bis 2004), 1985 bis 1989 in dem des Kernforschungszentrums Jülich und 2001 bis 2006 in dem des Max-Planck-Instituts für Bioanorganische Chemie. 1992 erhielt er den Max-Planck-Forschungspreis, 1997 den Wilhelm-Klemm-Preis und 2001 den Eugen Wiberg Lecture Award. 2006 wurde er Ehrendoktor der Universität Mainz.
1998 bis 2004 war er Fachausschussvorsitzender Anorganische Chemie der Deutschen Forschungsgemeinschaft (DFG). 2001 bis 2004 war er in der Kommission für Strukturchemie der International Union of Crystallography.
1985 bis 1992 war er Sprecher des Schwerpunktprogramms Neue Phänomene in der Chemie metallischer Elemente mit abgeschlossenen inneren Elektronenzuständen der DFG.

## Schriften
- mit M. Pascaly, I. Jolk: Kupfer — Die biochemische Bedeutung eines Metalls, Chemie in unserer Zeit, 33, 1999, S. 334–341; (doi:10.1002/ciuz.19990330604).
- Thio- and Seleno Compounds of Main Group Elements - Novel Inorganic Oligomers and Polymers, Angewandte  Chemie, Band 95, 1983, S. 113; Angew. Chem. Int. Ed., Band 22, 1983, S. 113–134; (doi:10.1002/anie.198301131).
- mit G. Henkel: Transition-Metal Thiolates: From Molecular Fragments of Sulfidic Solids to Models for Active Centers in Biomolecules, Angewandte Chemie, Band 103, 1991, S. 785; Angew. Chem. Int. Ed., Band 30, 1991, S. 769–788; (doi:10.1002/anie.199107691).
- mit N. Sträter, T. Klabunde, P. Tucker, H. Witzel: Crystal Structure of Dinuclear Fe(III)-Zn(II) Purple Acid Phosphatase, Science, Band 268, 1995, S. 1489–1492; PMID 7770774.
- mit N. Sträter, W. N. Lipscomb, T. Klabunde: Two-Metal Ion Catalysis in Enzymatic Acyl- and Phosphoryl Transfer Reactions, Angewandte Chemie, Band 108, 1996, S. 2158; Angew. Chem. Int. Ed., Band 35, 1996, S. 2024–2055; (doi:10.1002/anie.199620241).
- mit T. Klabunde, C. Eicken, J. C. Sacchettini: Crystal Structure of a Plant Catechol Oxidase - A Dicopper Center for Activation of Dioxygen, Nature Struct. Biol., Band 5, 1998, S. 1084.
- Herausgeber mit Achim Müller: Sulfur: its significance for chemistry, for the geo-, bio- and cosmosphere and technology, Studies in Inorganic Chemistry, Elsevier 1984.